# Гельге Фло
Гельге Фло (норв. Helge Flo, нар. 17 грудня 1966 року) — норвезький лижник-паралімпієць, виступає у класі B1 (спортсмени з вадами зору). Призер чотирьох Паралімпійських ігор, чемпіон зимових Паралімпійських ігор 2002 року.

## Спортивна кар'єра

### Паралімпійські ігри 1998
Результати Гельге Фло на зимовій Паралімпіаді 1998 у Нагано:
- 5 км класичним стилем —  Бронза (результат — 0:15:27.5)[1]
- 15 км вільним стилем — 10 місце (результат — 0:24:38.6)[2]

### Паралімпійські ігри 2002
Результати Гельге Фло на зимовій Паралімпіаді 2002 у Солт-Лейк-Сіті:
- 5 км класичним стилем —  Золото (результат — 0:12:58.3)[3]
- 10 км вільним стилем — 5 місце (результат — 0:24:38.6)[4]
- 20 км вільним стилем — 5 місце (результат — 0:56:34.1)[5]

### Паралімпійські ігри 2006
Результати Гельге Фло на зимовій Паралімпіаді 2006 у Турині:
- 5 км —  Бронза (результат — 0:12:13.9)[6]
- 10 км — 6 місце (результат — 0:28:24.9)[7]
- 20 км — 7 місце (результат — 1:00:51.6)[8]

### Паралімпійські ігри 2010
Результати Гельге Фло на зимовій Паралімпіаді 2010 у Ванкувері:
- спринт, 1 км — 10 місце[9]
- 10 км —  Срібло (результат — 0:27:27.3)[10]
- 20 км — 8 місце (результат — 0:54:22.7)[11]